# Achlyonice monactinica
Achlyonice monactinica är en sjögurkeart som beskrevs av Ohshima 1915. Achlyonice monactinica ingår i släktet Achlyonice och familjen Elpidiidae. Inga underarter finns listade i Catalogue of Life.